# Orthochirus glabrifrons
Espèce
Synonymes
- Butheolus glabrifrons Kraepelin, 1903
- Paraorthochirus glabrifrons (Kraepelin, 1903)
- Paraorthochirus kaspareki Lourenço & Huber, 2000
- Paraorthochirus kinzelbachi Lourenço & Huber, 2000

Orthochirus glabrifrons est une espèce de scorpions de la famille des Buthidae.

## Distribution
Cette espèce se rencontre dans le Nord-Est de l'Oman et à l'Est des Émirats arabes unis,.

## Description
Orthochirus glabrifrons mesure de 24 à 32 mm.

## Systématique et taxinomie
Cette espèce a été décrite sous le protonyme Butheolus glabrifrons par Kraepelin en 1903. Elle est placée dans le genre Orthochirus par Birula en 1917, dans le genre Paraorthochirus par Lourenço et Vachon en 1995 puis replacée dans le genre Orthochirus par Navidpour, Kovařík, Soleglad et Fet en 2008.
Paraorthochirus kaspareki et Paraorthochirus kinzelbachi ont été placées en synonymie par Kovařík, Yağmur, Ullrich et Buzás en 2023.

## Publication originale
- Kraepelin, 1903 : « Scorpione und Solifugen Nordost-Afrikas, gesammelt 1900 und 1901 von Carlo Freiherrn von Erlanger und Oscar Neumann. » Zoologische Jahrbücher, Abtheilung für Systematik, vol. 18, no 4/5, p. 557–578 (texte intégral).